# Tonino Picula
Tonino Picula (ur. 31 sierpnia 1961 w Malim Lošinju) – chorwacki polityk, socjolog, samorządowiec i działacz partyjny, w latach 2000–2003 minister spraw zagranicznych, parlamentarzysta krajowy, eurodeputowany VII, VIII, IX i X kadencji.

## Życiorys
Szkołę podstawową i średnią ukończył w Szybeniku. Studiował następnie socjologię na Uniwersytecie w Zagrzebiu. Był zmobilizowany w trakcie wojny w Chorwacji.
Od początku lat 90. związany z postkomunistyczną Socjaldemokratyczną Partią Chorwacji. W latach 1993–2000 był sekretarzem tego ugrupowania ds. relacji międzynarodowych. W 1997 stanął na czele lokalnych struktur partii. Był także członkiem rady regionalnej w żupanii zagrzebskiej.
27 stycznia 2000 został ministrem spraw zagranicznych w koalicyjnym rządzie Ivicy Račana. 30 lipca 2002 objął tożsame stanowisko w drugim gabinecie tego premiera, które zajmował do 23 grudnia 2003. Był kilkakrotnie wybierany do Zgromadzenia Chorwackiego kolejnych kadencji (w tym w wyborach parlamentarnych w 2000, 2003 i 2007).
W 2005 został burmistrzem miejscowości Velika Gorica, funkcję tę pełnił do 2009. W 2007, po śmierci Ivicy Račana, ubiegał się o przywództwo w SDP, jednak w pierwszej rundzie pokonali go Zoran Milanović i Željka Antunović. W wyborach w 2011 ponownie został wybrany do krajowego parlamentu z ramienia zwycięskiej Koalicji Kukuriku. W 2012 został obserwatorem w Parlamencie Europejskim. W pierwszych w historii Chorwacji wyborach do Parlamentu Europejskiego w 2013 uzyskał mandat eurodeputowanego, który utrzymywał na kolejne kadencje w 2014, 2019 i 2024.